# Ein Mann namens Harry Brent
Ein Mann namens Harry Brent ist ein deutscher Fernsehdreiteiler aus dem Jahr 1968, der vom Westdeutschen Rundfunk Köln produziert wurde. Er gehört zu der Reihe von Durbridge-Filmen, die in den 1960er und 1970er Jahren in Deutschland zu Straßenfegern wurden. Regisseur des für den WDR produzierten Mehrteilers war Peter Beauvais.

## Handlung
Jane Conway will ihren Verlobten Harry Brent heiraten und kündigt deshalb ihre Stellung bei dem Fabrikanten Samuel Fielding. Der wird bei der Suche nach einer neuen Kraft von der Bewerberin Barbara Smith mitten im Vorstellungsgespräch erschossen. Inspektor Wallace, Janes ehemaliger Verlobter, nimmt die Ermittlungen auf. Er stellt fest, dass Barbara Smith mit Harry Brent zusammen im Zug nach Guildford, dem Ort der Handlung, saß und dass sie, bevor sie zu dem Termin kam, am Grab von Harry Brents Eltern Blumen niederlegte. Ein Motiv für ihren Mord an Fielding ist nicht erkennbar. Bevor sie zu ihrer Tat eingehend befragt werden kann, begeht sie im Untersuchungsgefängnis Selbstmord. Im Sterben verlangt sie nach Harry Brent.
Die Frau des ortsansässigen Supermarktbesitzers William Brother, Philis Brother, berichtet dem Inspektor davon, dass sie in einem Londoner Cafe zufällig gehört habe, wie ein ihr unbekannter Mann Fielding eindringlich davor gewarnt habe, ihm könne etwas zustoßen. Harry Brent wird auf dem Gut seines zukünftigen Schwagers George Conway durch einen Steinwurf verletzt. Dabei wird ihm seine Brieftasche entwendet. Diese taucht kurz darauf wieder auf. Statt des entwendeten Geldes befindet sich darin eine Theaterkarte für einen kurz vorher stattgefundenen Besuch in einem Theater, bei dem die tote Barbara Smith direkt neben ihm gesessen haben soll. Brent bestreitet, je dort gewesen zu sein. Bei seinen Ermittlungen in diesem Zusammenhang stößt Inspektor Wallace auf die am Theater engagierte Schauspielerin Jacqueline Dawson. Diese lässt ihm bei der Vernehmung – versteckt auf einer Zigarettenschachtel – eine Adresse zukommen. Als der Inspektor später dort ankommt, findet hinter der Wohnungstür ein Kampf statt. In der Wohnung findet er die ermordete Philis Brother, die dort unter dem Namen Dawson schon seit längerer Zeit eine Wohnung hatte. Dort entdeckt er Filmaufnahmen, die beweisen, dass Harry Brent Fielding schon seit längerer Zeit kannte, was dieser bislang bestritten hat.
Wallace erzählt Jane im Vertrauen von den gegen Brent sprechenden Indizien und zeigt ihr die Filmaufnahmen. Bei einem gemeinsamen Abendessen in einem Londoner italienischen Restaurant erzählt Jane schließlich Harry auf sein Drängen hin von den gegen ihn sprechenden Indizien. Beim Verlassen des Lokals sollen Jane und Harry erschossen werden. Durch den Hinweis eines Freundes von Harry verlassen diese jedoch durch den Hintereingang unbemerkt das Lokal und begeben sich in Harrys Wohnung. Er verspricht Jane, ihr dort alles zu erklären. Mit einem in einem Drink versteckten Schlafmittel betäubt Harry Jane und bringt sie in die Wohnung von Jacqueline Dawson. Dann überschlagen sich die Ereignisse. Als Jane erwacht, gelingt es ihr zu flüchten. Brent und Dawson nehmen ihre Verfolgung auf.
Es stellt sich heraus, dass Harry Brent Agent eines britischen Geheimdienstes ist und den Auftrag hatte, Fielding, der eine spektakuläre Erfindung gemacht hatte, zu schützen. Nachdem kurzzeitig auch Janes Bruder George Conway in Verdacht gerät, wird Harry auf dessen Gut mit einem Messer schwer verletzt und von Inspektor Wallaces Mitarbeitern in ein Krankenhaus gebracht. Es stellt sich heraus, dass der Mann im Hintergrund und auch Mörder seiner eigenen Frau William Brother ist. Dieser hat Janes Bruder, der ein Verhältnis mit Brothers Frau Philis hatte, damit erpresst, um durch diesen an die Erfindung Fieldings zu gelangen, und die drogenabhängige Barbara Smith zu dem Mord an Fielding gezwungen. Er wird auf dem Gut George Conways verhaftet. Jane kann endlich ihrem Verlobten trauen, der zwar zugibt, auf sie als Fieldings Mitarbeiterin angesetzt worden zu sein, sich aber anschließend in sie verliebt habe.

## Hintergrund
Ein Mann namens Harry Brent wurde in der ARD erstmals am 15., 17. und 19. Januar 1968 in drei 60, 61 und 65 Minuten langen Folgen ausgestrahlt. Er wurde 1967 gedreht – teilweise an Originalschauplätzen in England. Es ist die letzte Durbridge-Verfilmung in Schwarz-Weiß.
Er basiert auf dem Krimisechsteiler A Man Called Harry Brent von Francis Durbridge, in Großbritannien unter diesem Titel als 6-Teiler im Jahr 1965 verfilmt, in Frankreich unter dem Titel Un certain Richard Dorian 1970 in 16 Folgen und in Italien 1970 unter dem Titel Un certo Harry Brent ebenfalls als 6–Teiler.
Der auf dem englischen Drehbuch basierende Kriminalroman von 1970 erschien 2024 erstmals ungekürzt auf Deutsch. Er enthält teilweise andere Namen und ein anderes Ende, da der WDR laut Klappentext das Originalende umschreiben ließ. Das Buch enthält auch auf 100 Seiten eine Produktionsgeschichte des Mehrteilers.